# مهر أباد (بياض)
مهر أباد (بالفارسية: مهرآباد) هي قرية تقع في إيران في قسم بیاض الريفي. يقدر عدد سكانها بـ 83 نسمة بحسب إحصاء 2016.